# Chromadorina metulata
Chromadorina metulata is een rondwormensoort uit de familie van de Chromadoridae. De wetenschappelijke naam van de soort is voor het eerst geldig gepubliceerd in 1977 door Aissa & Vitiello.